# Дзиґа Вертов
Дзи́ґа Ве́ртов (при народженні Давид А́бельович Ка́уфман, потім відомий також як Денис Абрамович Кауфман і Денис Аркадійович Кауфман; *21 грудня 1895 (2 січня 1896), Білосток — †12 лютого 1954, Москва) — український радянський кінорежисер єврейського походження. Один із засновників і теоретиків документального кіно. Вертова вважають яскравим представником «Українського Відродження» у кінематографі. Першим використав методику «прихована камера».
Його брати — кінооператори Борис Кауфман і Михайло Кауфман.

## Біографія
Народився 1895 року у місті Білосток Російської імперії, у родині польських євреїв.
Навчався в музичній школі, в Петроградському психоневрологічному інституті та в Московському університеті. 
Світ кінематографу відкрився йому завдяки щасливому випадку — 1917 року друг запропонував йому роботу у канцелярії Московського кінокомітету. Спочатку він займався нудною паперовою роботою, однак через рік йому доручили змонтувати кінохроніку «Річниця революції». У цей час він вигадав собі псевдонім «Дзиґа Вертов», під яким і увійшов в історію кіно.
У 1918—1919 роках — укладач-монтажер журналу «Кінотиждень». З 1920 року — режисер-документаліст, ініціатор випуску кіножурналу «Кіноправда» (1922—1924). Працював на студіях «Культкіно», 3-й Госкінофабриці, Київській кінофабриці ВУФКУ (1927—1930), «Межрабпомфільм», ЦСДФ. Автор сценаріїв кількох своїх документальних фільмів, ігрового фільму «Тобі, фронт!» (1942), мультиплікаційного фільму «Гуморески». Автор кількох статей з теорії кіно.  З переїздом Вертова в Україну в Москві розпалася група «Кіноки», керівником якої він був.
1924 року Вертов зняв німий експериментальний фільм «Кіно-око». Він заявив, що це перша у світі кінострічка, створена без участі акторів, костюмерів, гримерів і художників. Фільм «Кіно-око» в 1924 році отримав медаль і диплом Всесвітньої виставки в Парижі, проте радянські колеги розгромили його — аж до звинувачень у «марному витрачанні плівки».
У 1927 році Вертова звільнили з Совкіно нібито за недотримання термінів зйомок, і він перебрався до Одеси, де завершив роботу над німим документальним фільмом «Людина з кіноапаратом» (1929) — хронікою одного дня з життя великого міста.
Вертов є режисером одного з перших звукових документальних фільмів «Симфонія Донбасу» («Ентузіязм») (1930), у якому він зробив акцент на реальних промислово-виробничих і повсякденних звуках. Фільм, що прославляв індустріалізацію, колективізацію і боротьбу з релігією, встиг зафіксувати ознаки програми українізації на Донбасі, яку на той час вже почали згортати. Знімає «Три пісні про Леніна» (1934), фільм в жанрі образної кінопубліцистики, який газета «Правда» назвала «Піснею всієї країни». Фільм «Колискова» (1937) присвячений двадцятирічному шляху країни, пройденого після революції. Під час Німецько-радянської війни зняв фільми «Кров за кров, смерть за смерть» (1941), «Клятва молодих» і «В горах Ала-Тау» (обидва 1944), присвячені боротьбі радянських людей проти нацизму та роботі в тилу. Всі подальші кінопроєкти Вертова відхилялися тогочасним керівництвом. Після війни режисер став жертвою сталінської боротьби з так званими «безрідними космополітами», якою маскували звичайний антисемітизм.
З 1944 року і до самої смерті він працював режисером-монтажером над кіножурналом «Новини дня» (всього випустив 55 номерів).
Помер у Москві від раку.

## В літературі
Дзиґа Вертов виступає під іменем «Крайних Взглядова, великого борца за идею кино факта» і автора кінокартини «Безпристрасний об'єктив» у першій редакції роману Ільфа і Петрова «Золоте теля». Герой Ільфа і Петрова знімає недопалок в урні великим планом таким чином, що він «набуває вигляду жерла сорокадвосантиметрової гармати», а також «вважає своєю спеціальністю зйомки під колесами потяга».
Правильний наголос прізвища - ВертОв - дає нам вірш "Дзига Вертов" 1920 року самого Дзиґи Вертова:
Здесь ни зги
верите —
веки ига и
гробов вериги.
Просто ветров
гибель
века на вертел.
Но — дзинь! — вертеть
диски.
Гонг в дверь аорт.
И-о-го-го! — автовизги,
вертеп ртов —
Дзига Вертов.

## Вшанування пам'яті
У Києві існує провулок Дзиґи Вертова.
2014 року стрічку «Людина з кіноапаратом» (1929) визнано найвизначнішим документальним фільмом всіх часів, згідно кінорейтингу, який оприлюднив Британський кіноінститут (BFI). З більше 200 критиків і 100 фільммейкерів з усього світу, які взяли участь у складанні цього рейтингу, 110 назвали найкращим документальним фільмом всіх часів українську стрічку.
Його фільм «Симфонія Донбасу» став основою для українського документального фільму українського режисера та сценариста Ігоря Мінаєва «Какофонія Донбасу» 2018 року.

## Фільмографія

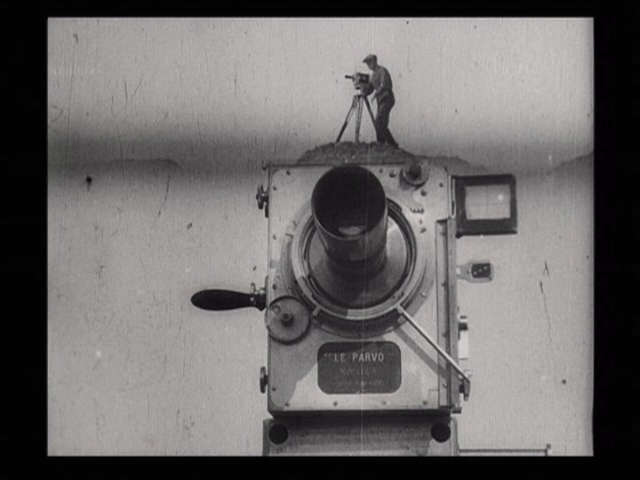
Кадр з фільму «Людина з кіноапаратом» (1929) Дзиґи Вертова

1. 1919 — Кінотиждень
2. 1919 — Річниця революції (відновлений у 2018 році[10])
3. 1920 — Битва в Царицині
4. 1922 — Історія громадянської війни (відновлений у 2021)[11]
5. 1922 — Процес есерів
6. 1924 — Радянські іграшки
7. 1924 — Кіно-око
8. 1925 — Кіноправда
9. 1926 — Шоста частина світу
10. 1926 — Крокуй, Радо!
11. 1928 — Одинадцятий
12. 1929 — Людина з кіноапаратом
13. 1930 — Ентузіазм (Симфонія Донбасу)
14. 1934 — Три пісні про Леніна
15. 1937 — Пам'яті Серго Орджонікідзе
16. 1937 — Колискова
17. 1938 — Три героїні
18. 1942 — Тобі, фронт!
19. 1944 — В горах Ала-Тау
20. 1954 — Новини дня